# Wolfgang Maria Schmid
Wolfgang Maria Schmid, häufig Wolfgang M. Schmid, (* 4. August 1867 in Hacklberg, Passau; † 16. November 1943 in München) war ein deutscher Kunsthistoriker und Denkmalpfleger.

## Leben
Schmid, Sohn des Eisenbahningenieurs Wolfgang Schmid, besuchte das Gymnasium in München und in Freising. Anschließend studierte er ab 1888 an der Universität München zunächst Jura, wandte sich jedoch bald der Literatur, Anthropologie, Archäologie und besonders der Kunstgeschichte zu und wurde 1893 bei Berthold Riehl promoviert. 1889 bis 1892 war er daneben Assistent des volkskundlich interessierten Anthropologen Johannes Ranke an der Prähistorischen Staatssammlung in München. Von 1894 bis 1904 war er Bibliothekar und Sekretär am Bayerischen Nationalmuseum in München, ab 1. Februar 1903 zusätzlich Konservator. Das Nationalmuseum war damals auch für die Denkmalpflege in Bayern zuständig. 1907 wurde er Hauptkonservator am nun eigenständigen „Generalkonservatorium der Kunstdenkmale und Altertümer Bayerns“, seit 1917 dem Bayerischen Landesamt für Denkmalpflege. 1923 wurde er pensioniert. Am 1. Mai 1933 trat er der NSDAP bei, seine Mitgliedsnummer lautete 2.944.983. Bis 1935 leitete er die Abteilung „Volk und Heimat“ der Volkshochschule München für die NS-Gemeinschaft „Kraft durch Freude“.
Im Jahr 1900 war er Mitglied der Kommission zur Untersuchung der Kaisergräber im Speyrer Dom. Er leitete die Grabungen und barg die Funde. Er war für die vorläufigen Berichte von 1900 und 1902 zuständig sowie für die Bearbeitung der Funde. Eine Endpublikation kam jedoch nie zustande, obwohl sich Schmid zeitweise darum bemühte, seine Unterlagen wurden im Januar 1939 von der Gestapo beschlagnahmt und gelangten an das Landesamt für Denkmalpflege.
Schmid war in seiner Heimatstadt Passau für die Geschichtsforschung und Denkmalpflege engagiert. Auf seine Initiative hin wurde 1905 im Passauer Rathaus das erste städtische Museum eingerichtet. 1912 war er Mitbegründer und bis 1922 Schriftleiter der Niederbayerischen Monatsschrift (bzw. später Monatsschrift für die ostbairischen Grenzmarken). Von 1937 bis 1938 leitete er das 1933 eröffnete Ostmarkmuseum in Passau. Nach ihm ist die Wolfgang-Schmid-Straße in Passau-Haidenhof benannt.

## Veröffentlichungen (Auswahl)

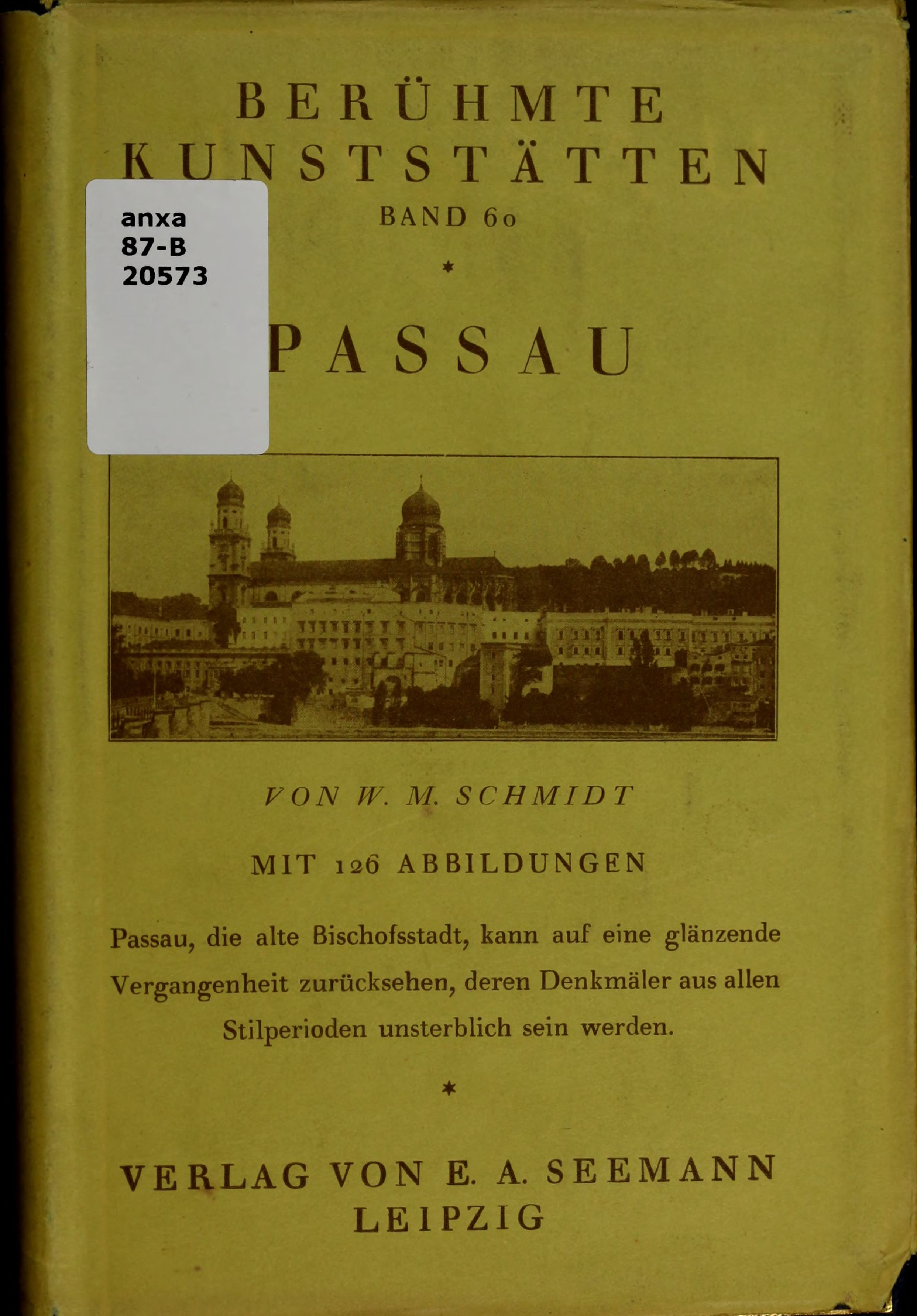
Wolfgang M. Schmid: Passau (1912)

- Eine Goldschmiedschule in Regensburg um das Jahr 1000. Dissertation, München 1893 (Digitalisat).
- Anleitung zur Denkmalspflege im Königreich Bayern. Lentner, München 1897.
- Altertümer des bürgerlichen und Strafrechts insbesondere Folter- und Strafwerkzeuge des Bayerischen Nationalmuseums (= Kataloge des Bayerischen Nationalmuseums München 7). München 1908.
- Passau (= Berühmte Kunststätten 60). E. A. Seemann, Leipzig 1912 (Digitalisat).
- mit Ernst von Bassermann-Jordan: Der Bamberger Domschatz. Bruckmann, München 1914.
- Illustrierte Geschichte der Stadt Passau. Passau 1927 (Digitalisat).
- Zur Geschichte der Juden in Passau. In: Zeitschrift für die Geschichte der Juden in Deutschland. 1929/30, S. 119–135.
- Das Rassenproblem in der Stadt [Passau]. Bd. 2, Kleine Schriften. Zeitgeschichte Verlag, Berlin 1939.